# Joel Armia
Joel Armia (* 31. Mai 1993 in Pori) ist ein finnischer Eishockeyspieler, der seit Juni 2018 bei den Canadiens de Montréal aus der National Hockey League unter Vertrag steht und für diese auf der Position des rechten Flügelstürmers spielt. Mit der finnischen Nationalmannschaft gewann er bei der Weltmeisterschaft 2022 die Goldmedaille.

## Karriere

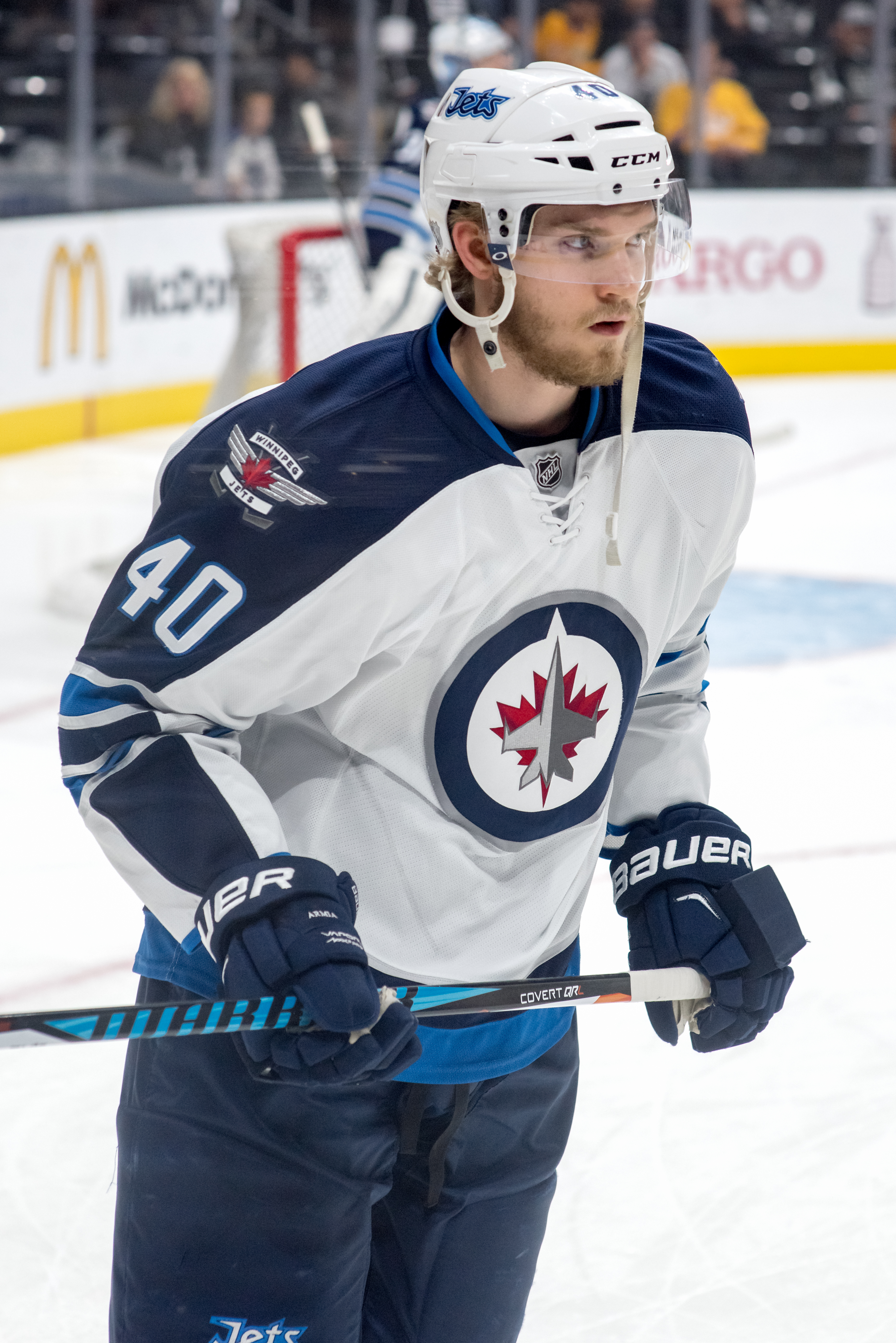
Armia im Trikot der Winnipeg Jets (2016)

Joel Armia begann seine Karriere als Eishockeyspieler in seiner Heimatstadt in der Nachwuchsabteilung von Porin Ässät, für dessen Profimannschaft er in der Saison 2010/11 sein Debüt in der SM-liiga gab. In seinem Rookiejahr erzielte er in insgesamt 53 Spielen 20 Tore und gab elf Vorlagen. Zudem stand er als Leihspieler in vier Partien für die finnische U20-Nationalmannschaft in der Mestis, der zweiten finnischen Spielklasse, auf dem Eis und bereitete dabei drei Tore vor. Anschließend wurde er zunächst im KHL Junior Draft in der ersten Runde als insgesamt 14. Spieler von Sewerstal Tscherepowez und schließlich im NHL Entry Draft in der ersten Runde als insgesamt 16. Spieler von den Buffalo Sabres ausgewählt.
Nach zwei weiteren Spielzeiten in seiner Heimat wechselte er mit Beginn der Saison 2013/14 in die Organisation der Sabres und verbrachte das Jahr bei deren Farmteam, den Rochester Americans, in der American Hockey League. Im Dezember 2014 kam er darüber hinaus zu seinem Debüt in der NHL.
Im Februar 2015 gaben ihn die Buffalo Sabres samt Drew Stafford, Tyler Myers und Brendan Lemieux sowie einem Erstrunden-Wahlrecht für den NHL Entry Draft 2015 an die Winnipeg Jets ab und erhielten im Gegenzug Evander Kane, Zach Bogosian und die Rechte an Nachwuchstorwart Jason Kasdorf. Zu diesem Zeitpunkt verfügte Buffalo über gleich drei Wahlrechte für die erste Draftrunde, wobei die Jets das niedrigste Wahlrecht erhalten sollen, das vom Abschneiden in der derzeitigen Saison der St. Louis Blues und der New York Islanders abhängt. Armia wurde direkt an die St. John’s IceCaps, das Farmteam der Jets, abgegeben, das mit Beginn der Saison 2015/16 als Manitoba Moose firmiert. Im Laufe der Spielzeit etablierte sich der Angreifer jedoch im NHL-Aufgebot der Jets und spielte dort bis zum Ende der Saison 2017/18. Im Juni 2018 wurde der Finne gemeinsam mit Steve Mason sowie einem Siebtrunden-Wahlrecht im NHL Entry Draft 2019 und einem Viertrunden-Wahlrecht im NHL Entry Draft 2020 an die Canadiens de Montréal abgegeben, die im Gegenzug Simon Bourque nach Winnipeg schickten.
In den Playoffs 2021 erreichte er mit den Canadiens das Endspiel um den Stanley Cup, unterlag dort allerdings den Tampa Bay Lightning mit 1:4. Anschließend unterzeichnete Armia im Juli 2021 einen neuen Vierjahresvertrag in Montréal, der ihm ein durchschnittliches Jahresgehalt von 3,4 Millionen US-Dollar einbringen soll.

### International
Für Finnland nahm Armia im Juniorenbereich 2011 an der U18-Junioren-Weltmeisterschaft und der U20-Junioren-Weltmeisterschaft teil. Bei der U18-WM wurde er zu einem der drei besten Spieler seiner Mannschaft ernannt. In den Jahren 2012 und 2013 folgten weitere Einsätze bei U20-Weltmeisterschaften, wobei er 2013 zweitbester Scorer des Turniers wurde.
Sein Debüt für die A-Nationalmannschaft gab Armia bei der Weltmeisterschaft 2022 und gewann dort mit dem Team prompt die Goldmedaille. Im folgenden Jahr nahm er an der Weltmeisterschaft 2023 teil, gefolgt vom 4 Nations Face-Off 2025.

## Erfolge und Auszeichnungen
- 2013 Finnischer Meister mit Porin Ässät

### International
- 2010 Bester Torschütze der World U-17 Hockey Challenge (gemeinsam mit drei weiteren Spielern)
- 2010 All-Star-Team der World U-17 Hockey Challenge
- 2022 Goldmedaille bei der Weltmeisterschaft

## Karrierestatistik
Stand: Ende der Saison 2024/25

### International
Vertrat Finnland bei:
| - World U-17 Hockey Challenge 2010 - Ivan Hlinka Memorial Tournament 2010 - U20-Junioren-Weltmeisterschaft 2011 - U18-Junioren-Weltmeisterschaft 2011 - U20-Junioren-Weltmeisterschaft 2012 | - U20-Junioren-Weltmeisterschaft 2013 - Weltmeisterschaft 2022 - Weltmeisterschaft 2023 - 4 Nations Face-Off 2025 |

(Legende zur Spielerstatistik: Sp oder GP = absolvierte Spiele; T oder G = erzielte Tore; V oder A = erzielte Assists; Pkt oder Pts = erzielte Scorerpunkte; SM oder PIM = erhaltene Strafminuten; +/− = Plus/Minus-Bilanz; PP = erzielte Überzahltore; SH = erzielte Unterzahltore; GW = erzielte Siegtore; 1 Play-downs/Relegation; Kursiv: Statistik nicht vollständig)